# Palacio de Congresos de Granada
El Palacio de Exposiciones y Congresos de Granada és un edifici de convencions situat a la ciutat andalusa de Granada, la principal funció de la qual és la celebració de congressos i exposicions firals, així com concerts i espectacles. Està situat en el centre de la ciutat, al paseo del Violón, al costat del marge esquerre del riu Genil.

## Edifici
L'edifici va ser dissenyat pels arquitectes Juan Daniel Fullaondo, María Jesús Muñoz Pardo i José Ibáñez Berbel; conclòs en 1992, va ser inaugurat el 19 d'abril d'aquest mateix pels Reis d'Espanya, Joan Carles I i Sofia de Grècia. L'edifici disposa de vint-i-vuit sales-auditoris, sent les majors d'elles la Sala Federico García Lorca, amb una capacitat de 2000 places de teatre i 1000 places d'escola, i la Sala Manuel de Falla, amb una capacitat de 547 places de teatre i 294 places d'escola. Per a la realització d'exposicions comercials disposa dels espais situats en dos rebedors diferents i comunicats, amb un total de 2500 m².